# Рябченко Степан Васильович
Степан Васильович Рябченко (17 жовтня 1987, Одеса) — український художник, один із ключових художників сучасного українського мистецтва. Його доробок охоплює цифрове мистецтво, концептуальну архітектуру, скульптуру, графіку, фотографію і світлові інсталяції. У центрі його уваги — межа між реальним і віртуальним світом і нова природа мистецтва. Відомий своїми монументальними роботами і відео-інсталяціями, в яких створює цифровий всесвіт зі своїми героями і міфологією, а також візуалізацією неіснуючих образів, таких як комп'ютерні віруси, електронні вітри, віртуальні квіти тощо.

## Біографія

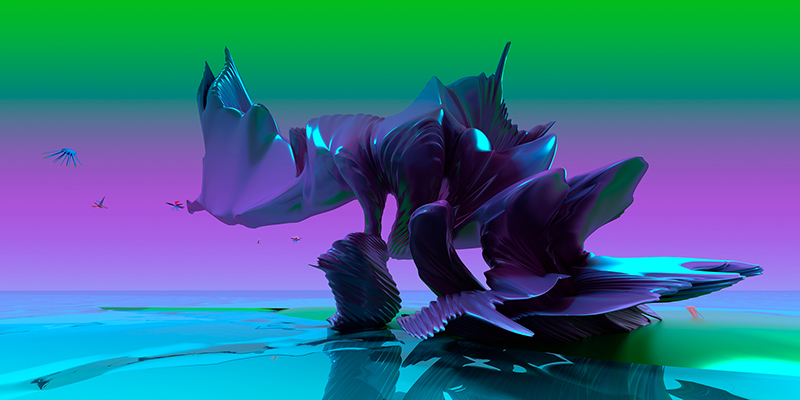
Степан Рябченко, «Мисливець» (2020)

Степан Рябченко народився 17 жовтня 1987 року в Одесі в родині художників. Його батько, Василь Рябченко — один із ключових представників сучасного українського мистецтва і Нової Української хвилі
; дідусь Сергій Рябченко був радянським і українським художником-графіком.
З 2010 — член Національної спілки художників України.
У 2011 році з відзнакою закінчив Одеську державну академію будівництва та архітектури, здобувши ступінь магістра архітектури за спеціальністю «Архітектура будівель і споруд».
Наприкінці 2015 року увійшов до рейтингу «30 до 30» за версією журналу Forbes.
2020 року Степан Рябченко став головним куратором творчого об'єднання «Арт Лабораторія». Водночас виступив автором ідеї та куратором масштабної міжнародної виставки у віртуальному просторі «Strange Time», запущеної 7 травня 2020 року, під час карантину у зв'язку з епідемією COVID-19. Проект розвивається за принципом живого організму, поповнюючись роботами художників з усього світу і розширюючи свої цифрові кордони.
У 2020 році став першим художником, якого запросили представити Україну на міжнародній бієнале Changwon Sculpture Biennale в Південній Кореї.
2021 року художник увійшов до переліку кращих цифрових митців від британського видання Electric Artefacts. Цього ж року представляв Україну на Expo 2020 в Дубаї.
У липні 2025 року Степана Рябченка було обрано членом-кореспондентом відділення образотворчого мистецтва Національної академії мистецтв України. Він став наймолодшим членом чинного складу Академії та єдиним її представником з Одеси.
Живе та працює в Одесі.

## Творчість
Степан Рябченко використовує цифрові інструменти для створення своїх художніх робіт і проєктів. Комбінуючи фігуративну і абстрактну футуристичну мову, він створює великоформатні цифрові принти і комп'ютерну анімацію, які є «фрагментами» сконструйованого ним віртуального Всесвіту. Часто предметом зображення стають вигадані рослини і тварини — сюрреалістичного вигляду форми життя, які існують за законами світу, створеного для них художником. Віртуальні ландшафти, в яких Рябченко розгортає історії своїх героїв — самодостатня багатовимірна цифрова реальність. Вигляд цього простору далекий від усього урбаністичного й техногенного, незважаючи на своє технологічне цифрове походження. У роботах іншого спрямування Степан Рябченко досліджує цифровий «антигероїзм», візуалізуючи комп'ютерні віруси. Використовуючи одну зі складових техногенного розвитку людства як інструмент, художник апелює до теми відносин людини з віртуальним і природним оточеннями.

## Виставки
Роботи Степана Рябченка були представлені на багатьох міжнародних виставках, зокрема в Музеї Людвіга (Будапешт), Albertina Modern (Відень), Moderna Galerija (Любляна), Королівському музеї мистецтва та історії (Брюссель), Національному музеї мистецтв XXI століття – MAXXI (Рим), Saatchi Gallery (Лондон), Krolikarnia (Варшава), Музеї сучасного мистецтва (Загреб), Danubiana Meulensteen Art Museum (Братислава), у Манежі й Гостинному дворі (Москва), Silkeborg Bad Art Centre (Сількеборг), Ars Electronica Center (Лінц) тощо. Його твори широко експонувалися і в Україні, зокрема в ПінчукАртЦентрі, Мистецькому Арсеналі, Національному художньому музеї України, Одеському музеї західного та східного мистецтва, Національному центрі «Украінський дім», Центрі сучасного мистецтва М17, Музеї сучасного мистецтва Одеси, Інституті проблем сучасного мистецтва тощо.

## Про художника
|  | Творчість одеського художника Степана Рябченка належить до тих явищ, що формують простір сучасного українського мистецтва, визначають його обшири та інтенції. Естетика нового медійного мистецтва, в царині якого працює художник, не лише відкриває інші виміри творчості, а й потребує від митця особливих якостей: фантазії, відчуття простору та тих «метаморфоз зображення», що відкривають та унаочнюють дивні зв’язки між реальним та віртуальним, справжнім та вигаданим… Невипадково однією з тем, які захоплюють художника є «нова природа», де перетинаються міфи і вигадки, враження від оточуючого світу і інші, несподівані його проекції. |

 — Галина Скляренко, мистецтвознавець, куратор
|  | Степан Рябченко використовує комп’ютерну графіку у багатьох роботах, які балансують між цифровим форматом та фізичною формою. Він досліджує сучасний героїзм та класичну міфологію. Автор створює великоформатні цифрові принти, представляючи сконструйований всесвіт, населений монументальними героями у яскравих кольорових композиціях, що комбінують фігуративну та абстрактну футуристичну мову. В роботах іншого спрямування Степан Рябченко досліджує цифровий антигероїзм, розробляючи фізичну репрезентацію для суто цифрової форми вірусу – обличчя комп'ютерного вірусу. |

 — Бйорн Гельдхоф, куратор

## Колекції

##### Публічні колекції
- Art Collection Telekom | Deutsche Telekom (Бонн, Німеччина)[44]
- Danubiana-Meulensteen Art Museum (Братислава, Словаччина)
- Центр сучасного мистецтва M17 (Київ, Україна)[45]
- Інститут проблем сучасного мистецтва (Київ, Україна)
- Одеський національний художній музей (Одеса, Україна)[46]
- Музей сучасного мистецтва Одеси (Одеса, Україна)
- Черкаський художній музей (Черкаси, Україна)
- Музей сучасного українського мистецтва Корсаків (Луцьк, Україна)[47]
- Парк сучасної скульптури PARK3020 (Стрілки, Україна)[48]
- Галереї сучасного мистецтва «Артсвіт» (Дніпро, Україна)[49]

##### Приватні колекції (обрані)
Abramovych Foundation, Adamovskiy Foundation, Firtash Foundation, Grynyov Art Collection, Korban Art Foundation, Luciano Benetton Collection, Sky Art Foundation, Stedley Art Foundation, Triumph Gallery, Voronov Art Foundation, Zenko Foundation.

## Премії
- 2022 — Лауреат премії імені Михайла Божія у номінації «Монументальне мистецтво» за серію робіт «Віртуальний Сад»[53]
- 2020 — Фіналіст міжнародного конкурсу сучасного мистецтва Тампського міжнародного аеропорту[54]
- 2019 — Переможець міжнародного конкурсу на найкращу ідею скульптури-символа Міжнародного аеропорту «Одеса»[55]
- 2012 — Лауреат міжнародного конкурсу сучасної скульптури «Kyiv Sculpture Project»[56]
- 2011 — Номінований на Премію PinchukArtCentre[43]
- 2010 — Лауреат першого всеукраїнського трієнале абстрактного мистецтва «АРТ-АКТ»[57]